# Yttre Tväråträsket, Lappland
Yttre Tväråträsket är en sjö i Lycksele kommun i Lappland och ingår i Umeälvens huvudavrinningsområde. Sjön har en area på 1,06 kvadratkilometer och ligger 297,9 meter över havet. Sjön avvattnas av vattendraget Ruskträskbäcken.

## Delavrinningsområde
Yttre Tväråträsket ingår i det delavrinningsområde (719854-161933) som SMHI kallar för Utloppet av Yttre Tväråträsket. Medelhöjden är 315 meter över havet och ytan är 9,73 kvadratkilometer. Räknas de 2 avrinningsområdena uppströms in blir den ackumulerade arean 32,16 kvadratkilometer. Ruskträskbäcken som avvattnar avrinningsområdet har biflödesordning 3, vilket innebär att vattnet flödar genom totalt 3 vattendrag innan det når havet efter 215 kilometer. Avrinningsområdet består mestadels av skog (74 procent) och sankmarker (10 procent). Avrinningsområdet har 1,29 kvadratkilometer vattenytor vilket ger det en sjöprocent på 13,2 procent.